# Berliner Symphonisches Orchester
Das Berliner Symphonische Orchester war ein Sinfonieorchester in Berlin (West). Es bestand von 1949 bis 1967.
Das Orchester ist nicht zu verwechseln mit dem früheren Berliner Sinfonie-Orchester (heute: Konzerthausorchester Berlin) aus dem Ostteil der Stadt, der damals noch zur DDR gehörte.

## Geschichte
Das Berliner Symphonische Orchester wurde im Frühjahr 1949 in Berlin (West) gegründet; der Name wurde von dem damaligen Magistrat von Berlin (dem Vorgänger des Senats von Berlin) schriftlich genehmigt. Chefdirigent war Carl A. Bünte von Beginn bis 1967. 1962 erfolgte die Umwandlung der Rechtsform in eine „Gemeinnützige GmbH“ mit dem Zusatz „besonders förderungswürdig“.

## Leistungen des Orchesters
Das Orchester bestand bis zum 31. August 1967 in ununterbrochener Tätigkeit (u. a. mit einem eigenen Abonnentenstamm) innerhalb und außerhalb von Berlin mit bis zu 60 Konzerten pro Jahr. Bereits 1951 wurde es in Vertretung der Berliner Philharmoniker, die auf einer Konzertreise nach Ägypten unter Wilhelm Furtwängler waren, für sechs Konzerte im Titaniapalast engagiert, vier davon unter der Leitung von Carl A. Bünte. Am 15./16. September 1963 führte es als Berliner Erstaufführung die Manfred-Symphonie von Tschaikowsky unter der Leitung von Bünte im Konzertsaal der Hochschule für Musik auf.
Das Orchester gastierte häufig in der Hamburger Musikhalle sowie – teilweise mehrfach – u. a. in Oldenburg, Hannover, Hildesheim, Köln, Düsseldorf, Speyer, Nürnberg, Stuttgart, Bremen und München. Es wurde auch für die Berliner Festwochen verpflichtet. Bünte erhielt den Musikpreis des Deutschen Kritikerverbandes 1961/62 u. a. für „seine Arbeit mit dem Berliner Symphonischen Orchester“. Der Name Berliner Symphonisches Orchester war seit 1967 weiterhin in einer GmbH geschützt, die derzeit liquidiert wird. Der Name Berliner Symphonisches Orchester wurde am 7. Januar 2011 notariell an eine Konzertdirektion übertragen.

## Entwicklung nach 1966
1966 wurde die Berliner Orchestervereinigung 1966 e.V. gegründet mit dem Ziel der Vereinigung des Berliner Symphonischen Orchesters mit dem damaligen Deutschen Symphonieorchester; diese begann als Symphonisches Orchester Berlin (SOB) seine Konzerttätigkeit am 1. September 1967. Zum Chefdirigenten wurde Carl A. Bünte gewählt, der seine Tätigkeit am 31. August 1973 auf eigenen Wunsch beendete, um seine Karriere in Japan, Südamerika und anderen europäischen Ländern fortzusetzen. Das Orchester (SOB) gab innerhalb und außerhalb Berlins etwa 60 Konzerte pro Jahr und nennt sich seit Anfang 1990 Berliner Symphoniker. Nachfolger von Bünte waren u. a. Theodore Bloomfield, Daniel Nazareth und Alun Francis.

## Diskografie (Auswahl)
- Ludwig van Beethoven: 2. Sinfonie D-Dur, op. 36. Bella Musica, Bühl 2013
- Peter I. Tschaikowsky: 2. Sinfonie c-Moll, op. 17. Bella Musica, Bühl 2013
- Hector Berlioz: Sinfonie Fantastique, op. 14. Bella Musica, Bühl 2013
- Ludwig van Beethoven: Ouvertüre "Die Weihe des Hauses", op.124. Bella Musica, Bühl 2013
- Franz Schubert: Sinfonie Nr. 8, Die Grosse in C-Dur. Bella Musica, Bühl 2013
- Richard Strauss: Tod und Verklärung, op. 24. Bella Musica, Bühl 2013
- Ludwig van Beethoven: 5. Sinfonie c-Moll op. 67. Bella Musica, Bühl 2012, Mitschnitt 20. Mai 1956 Berlin, Dirigent C. A. Bünte
- Johannes Brahms: 4. Sinfonie e-Moll op. 98. Bella Musica, Bühl 2012, Mitschnitt 17. September 1961, Dirigent C. A. Bünte
- Peter I. Tschaikowski: 6. Sinfonie h-Moll. Bella Musica, Bühl 2011, Dirigent C. A. Bünte
- Peter I. Tschaikowski: Serenade für Streichorchester op. 48. Bella Musica, Bühl 2011, Dirigent C. A. Bünte
- Anton Bruckner: 7. Symphonie E-Dur, Originalfassung Haas. Bella Musica, Bühl 2011, Dirigent C. A. Bünte
- Peter I. Tschaikowski: Symphonie Nr. 5 e-Moll op. 64. Carl A. Bünte dirigiert das Berliner Symphonische Orchester in historischen Aufnahmen. Bella Musica, Bühl 2009; Aufnahme: Berlin, April 1960, live (enthält auch die Serenade Nr. 2 A-Dur op. 16 von Johannes Brahms)
- Ludwig van Beethoven: Symphonie Nr.6 "Pastorale" op.68, C. A. Bünte dirigiert das Berliner Symphonische Orchester (enthält auch Richard Strauss: Don Juan) Aufnahme: Berlin 1959 (Berlin 1954) Bella Musica, Bühl 2009
- Ludwig van Beethoven: Symphonie Nr.3 "Eroica" op.55, (enthält auch Große Fuge op. 133), C. A. Bünte dirigiert das Berliner Symphonische Orchester, Aufnahme Berlin 1959 (Berlin 1961) Bella Musica 2007
- The Young Beethoven. Ludwig van Beethoven: Klavierkonzert Es-Dur (1784), Klavierkonzert D-Dur in einem Satz, Martin Galling, Klavier, Berliner Symphonisches Orchester, Dir. Carl August Bünte, Turnabout TV34367S, 1971